# Nassau, Bahamas

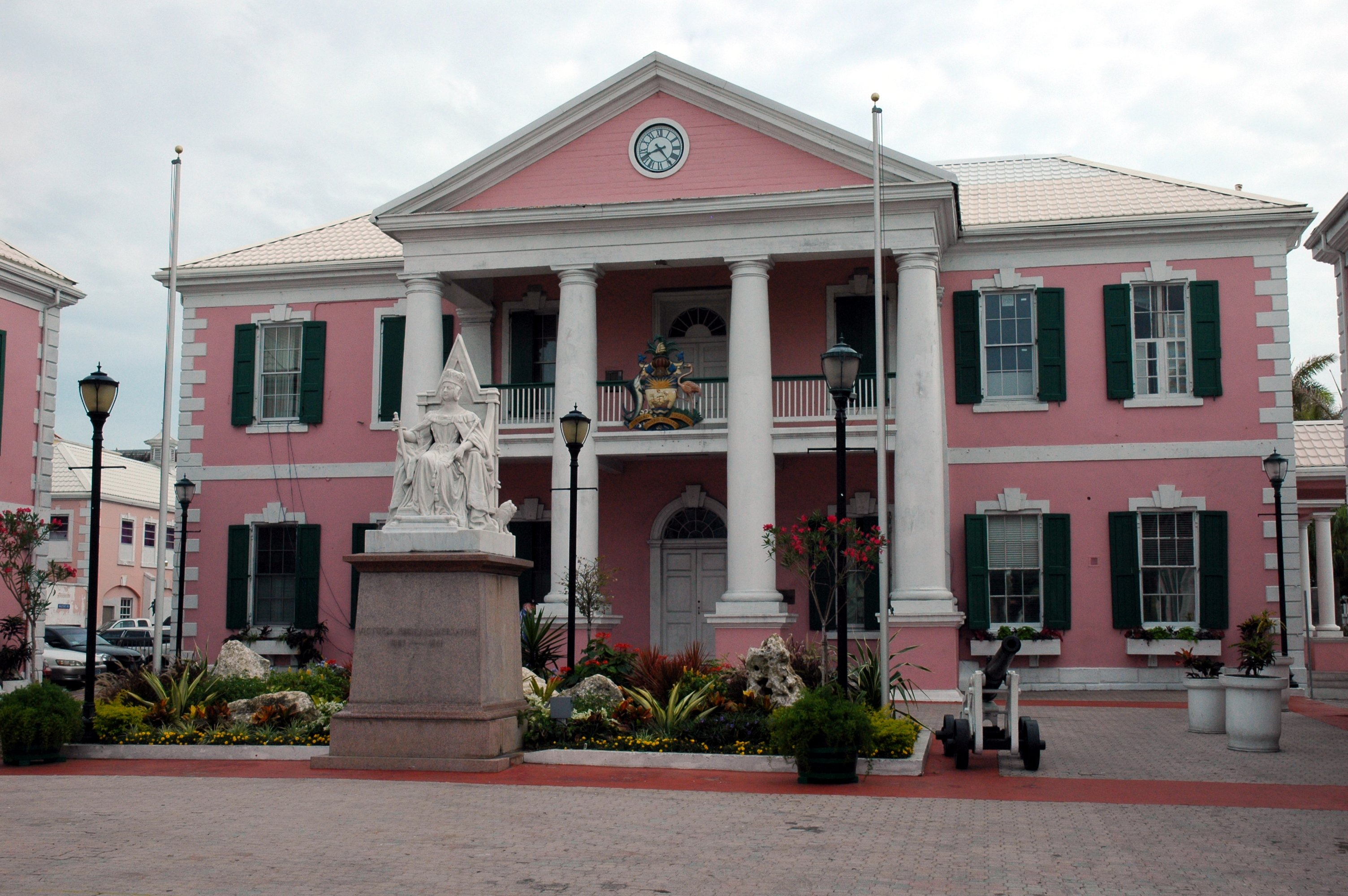
Parlamentsbyggnaden i Nassau.

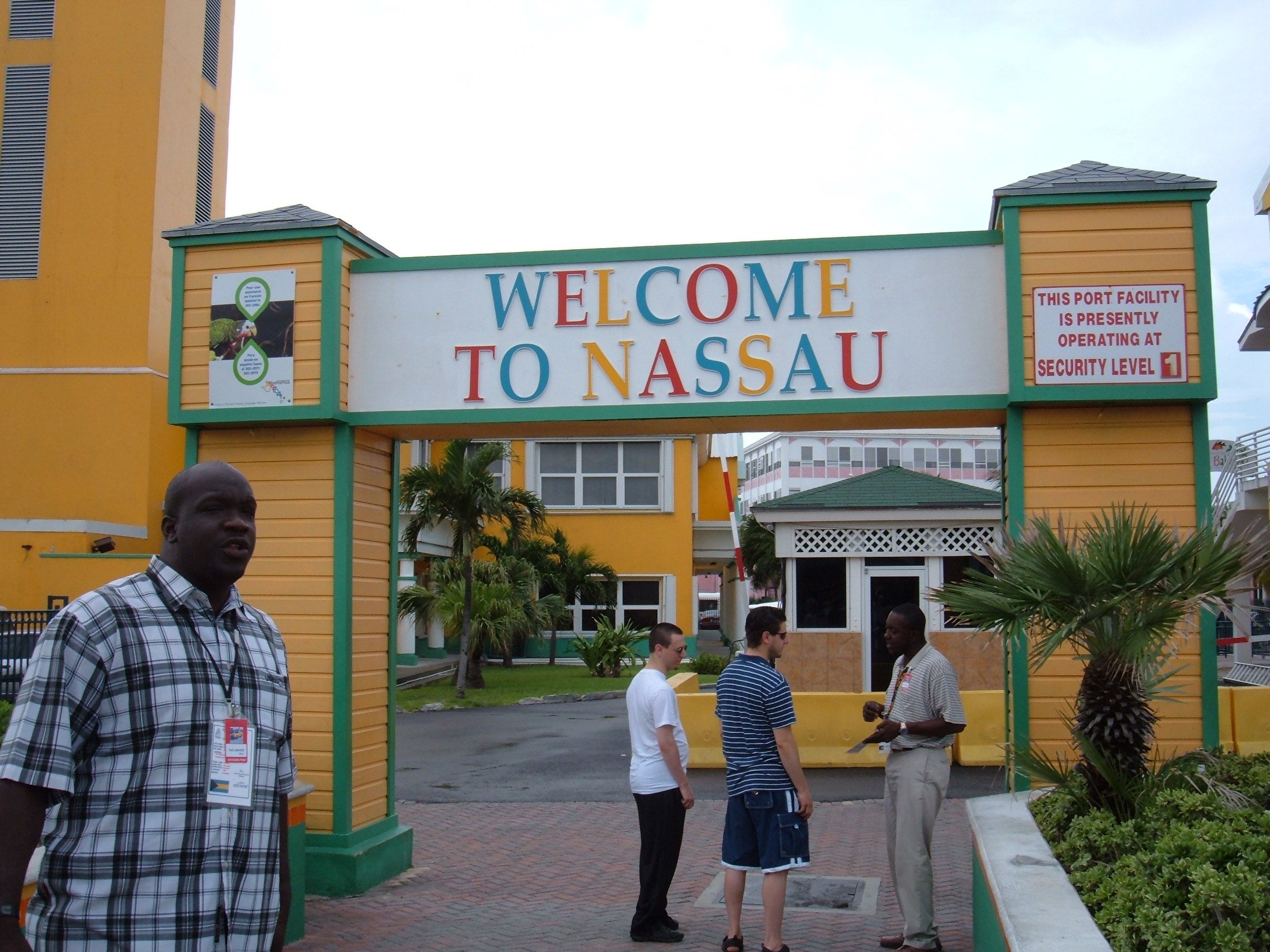
Välkomstskylt till staden.

Nassau är huvudstaden och största stad i staten Bahamas. Staden har cirka 246 300 invånare (2010), vilket motsvarar drygt 70 procent av landets befolkning. Det är en hamnstad, belägen på ön New Providences nordöstra kust. Nassau grundades av britterna vid 1600-talets mitt under namnet Charles Towne, men 1695 ändrades namnet till Nassau, efter Vilhelm III av England som tillhörde en gren av huset Nassau.
Lynden Pindlings internationella flygplats är Bahamas största internationella flygplats, belägen 16 kilometer väst om Nassau.
Staden är ett internationellt finanscentrum samt ett mål för turism från USA. Själva stadskärnan är liten, med långtgående utbredda villaförorter. Framträdande byggnader är tre äldre fästningar, regeringsbyggnaden och en anglikansk katedral. Havsträdgårdarna är en annan sevärdhet.
Nassau var under det tidiga 1700-talet ett centrum för pirater under den gyllene åldern samt en piratrepublik. Bland annat bodde pirater som Charles Vane, Anne Bonny, Svartskägg och Benjamin Hornigold här under en viss tid. Den första kända pirat som satte ner sin fot på ön var Henry Every.

## Geografi

### Klimat
Uppmätta normala temperaturer och -nederbörd i Nassau:
|                                            | Jan  | Feb  | Mar  | Apr  | Maj   | Jun   | Jul   | Aug   | Sep   | Okt   | Nov  | Dec  |
| ------------------------------------------ | ---- | ---- | ---- | ---- | ----- | ----- | ----- | ----- | ----- | ----- | ---- | ---- |
| Normaldygnets maximitemperaturs medelvärde | 25,6 | 25,7 | 26,7 | 27,9 | 29,6  | 31,1  | 32,0  | 32,1  | 31,5  | 30,0  | 28,0 | 26,4 |
| Normaldygnets minimitemperaturs medelvärde | 17,1 | 17,3 | 17,9 | 19,3 | 21,1  | 23,0  | 23,7  | 23,8  | 23,5  | 22,3  | 20,5 | 18,4 |
|                                            |      |      |      |      |       |       |       |       |       |       |      |      |
| Nederbörd                                  | 47,2 | 49,0 | 54,4 | 69,3 | 104,9 | 218,9 | 160,5 | 235,5 | 163,1 | 163,1 | 80,5 | 50,0 |

| Diagram | temperaturer i °C • månadsnederbörd i mm | temperaturer i °C • månadsnederbörd i mm | temperaturer i °C • månadsnederbörd i mm | temperaturer i °C • månadsnederbörd i mm | temperaturer i °C • månadsnederbörd i mm | temperaturer i °C • månadsnederbörd i mm | temperaturer i °C • månadsnederbörd i mm | temperaturer i °C • månadsnederbörd i mm | temperaturer i °C • månadsnederbörd i mm | temperaturer i °C • månadsnederbörd i mm | temperaturer i °C • månadsnederbörd i mm | temperaturer i °C • månadsnederbörd i mm |
|         | 47 26 17                                 | 49 26 17                                 | 54 27 18                                 | 69 28 19                                 | 105 30 21                                | 219 31 23                                | 161 32 24                                | 236 32 24                                | 163 32 24                                | 163 30 22                                | 81 28 21                                 | 50 26 18                                 |

| Jan     | Feb     | Mar     | Apr     | Maj     | Jun     | Jul     | Aug     | Sep     | Okt     | Nov     | Dec     |
| ------- | ------- | ------- | ------- | ------- | ------- | ------- | ------- | ------- | ------- | ------- | ------- |
| 23,3 °C | 23,2 °C | 23,8 °C | 25,3 °C | 26,7 °C | 28,2 °C | 29,4 °C | 30,1 °C | 29,6 °C | 28,4 °C | 26,3 °C | 24,7 °C |